# Museo Ferroviario de Arco de Baúlhe
El Espacio Museológico de Arco de Baúlhe, está situado en el centro de la villa con el mismo nombre, en el ayuntamiento de Cabeceiras de Basto. Ocupa las antiguas instalaciones utilizadas para el estacionamiento de material circulante, junto a la Estación de Arco de Baúlhe, que fue término de la Línea del Támega.

## Colección
Aquí pueden observar-se vehículos representativos de seis compañías de ferrocarriles (PPV, MD, CFG, CN, VV y Comboios de Portugal) y oriundos de Portugal, Bélgica, Inglaterra, Francia y Alemania.
- Vagón CEfv 79 (1876)
- Salón de dirección SEfv 4001 (1905)
- Vagón 1820013 (1906)
- Salón de dirección SEyf 201 (1906)
- Furgón DEfv 506 (1908)
- Locomotora MD 407 (1908)
- Vagón CEyf 453 (1908)
- Vagón 5937023 (1909/11)
- Cisterna 7012002 (1926)
- Automotor a gasolina ME 5 (1948)

Cabe destacar la existencia de una composición histórica compuesta por dos salones de dirección (el 4001, donde viajó el Rey D. Carlos I, y el 201) y una locomotora a vapor de 1908.